# Conrado de Haldensleben
Conrado de Haldensleben (982 - 1056) foi um nobre medieval alemão e detentor do título senhorial de Conde de Haldensleben.

## Relações familiares
Foi filho de Bernardo I de Haldensleben (? - 1051) e de N Orlamünde, condessa de Orlamünde. Casou com uma senhora cujo nome a história não regista, de quem teve aquela que viria a ser Condessa de Fombach pelo casamento: 
1. Gertrudes de Haldensleben (c. 1020 - 21 de fevereiro de 1116), casada com Frederico de Formbach (C. 1029 - 1060), detentor do título de Conde de Formbach[1].